# خطر انقراض از تغییر اقلیم

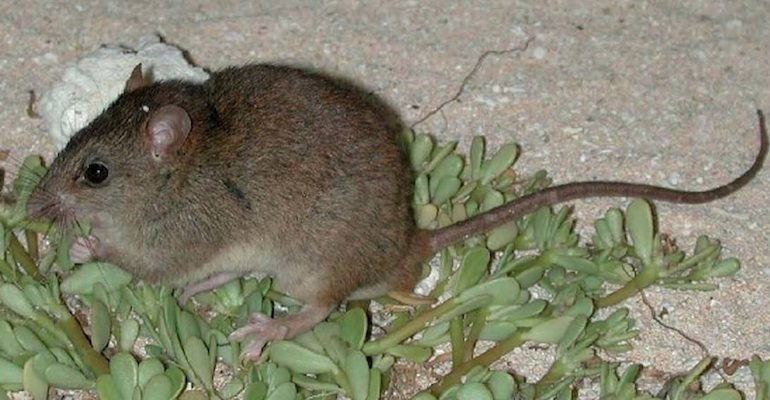
ملومی برامبل کای که پنداشته می‌شود نخستین گونه پستانداری است که به دلیل تأثیر تغییرات آب و هوایی منقرض شده‌است.

خطر انقراض از تغییر اقلیم، خطر انقراض گونه‌ها به دلیل تأثیر گرم شدن آب و هوایی است. تغییر اقلیم عبارت است از تبدیل درازمدت دما و الگوهای متوسط آب و هوا. در حال حاضر، ۱۹ درصد از گونه‌های موجود در فهرست سرخ IUCN از گونه‌های در معرض خطر، تحت تأثیر تغییرهای آب و هوایی قرار گرفته‌اند. مطالعات زیادی در مورد اینکه چگونه تغییر آب و هوایی می‌تواند بر دمای جهانی و محیط زیست تأثیر بگذارد انجام شده‌است. مطالعات انجام‌شده توسط هیئت بین‌دولتی تغییر آب و هوایی (IPCC) نشان می‌دهد که برآورد می‌شود که دما در سدهٔ آینده از حدود ۱٫۴ تا ۵٫۵ درجه سانتی‌گراد (۲٫۵ تا ۱۰ درجه فارنهایت) افزایش یابد. افزایش دما ۱٫۵درجه سانتی‌گراد تا ۲٫۰ در درجه سانتی‌گراد ممکن است محدوده جغرافیایی بسیاری از حشرات، گیاهان و مهره‌داران به‌طور قابل توجهی کاهش یابد. تلاش‌هایی مانند توافق پاریس برای کاهش بیشتر گرمایش و کمک به اکوسیستم‌ها برای سازگاری با اثر افزایش دما انجام می‌شود.

گزارش ششم ارزیابی IPCC (2021) افزایش زیادی را در فراوانی و شدت رویدادهای شدید برای افزایش درجه گرمایش جهانی پیش‌بینی می‌کند.

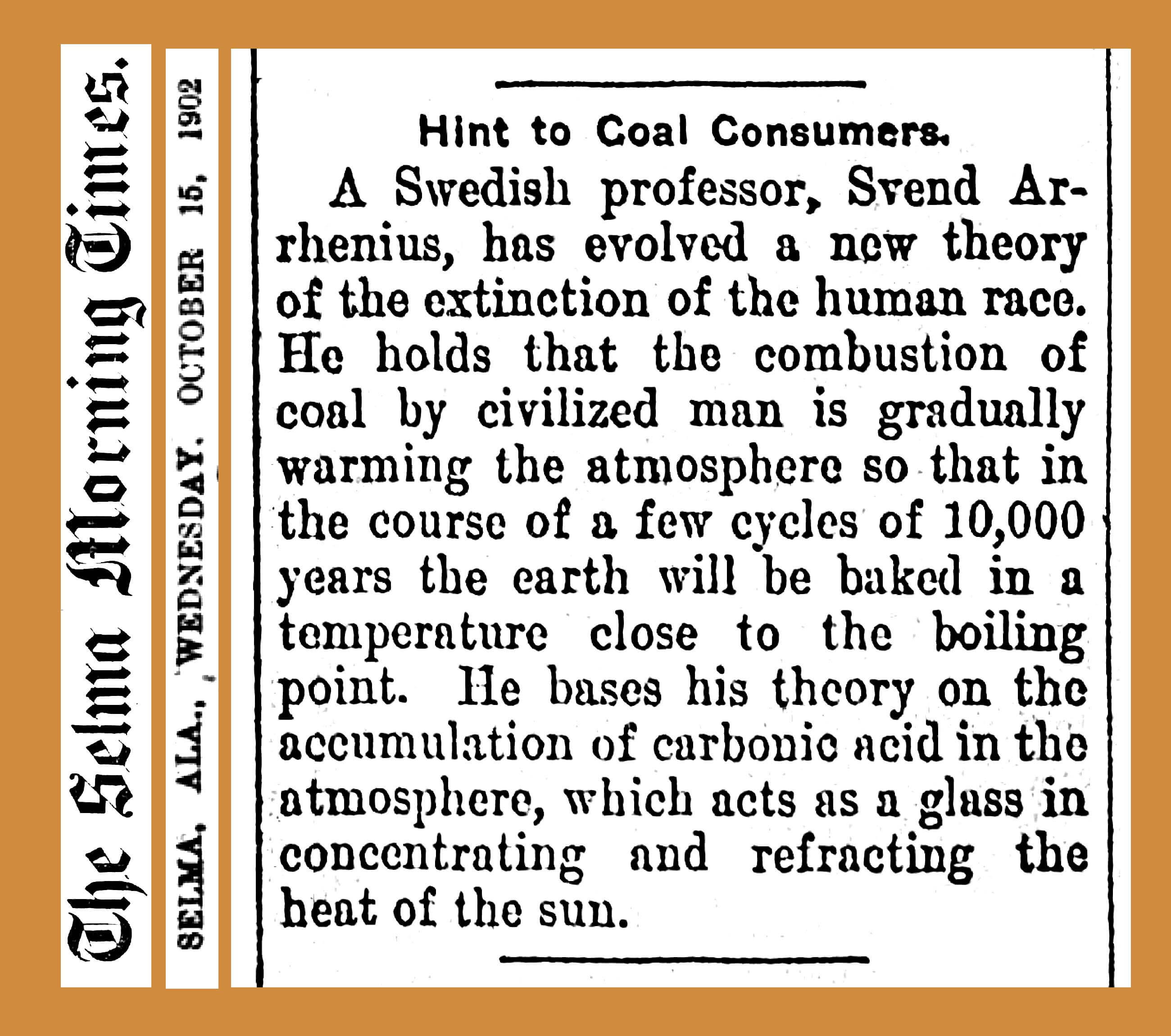
این مقاله در سال ۱۹۰۲ به برنده جایزه نوبل سوئدی (برای شیمی) سوانت آرنیوس نظریه‌ای نسبت می‌دهد که سوختن زغال سنگ در نهایت می‌تواند سبب درجه‌ای از گرمایش جهانی شود که باعث انقراض انسان می‌شود.